# 月その他の天体における国家活動を律する協定
月その他の天体における国家活動を律する協定（つきそのたのてんたいにおけるこつかかつどうをりつするきょうてい、英: Agreement Governing the Activities of States on the Moon and Other Celestial Bodies）は、月や惑星などの天体を探査する際の基本原則を定めた条約。月などの天体の探査に対する報告の義務付けや、（個人や企業も含む）土地・資源の所有権の否定などが定められている。通称は月協定（つききょうてい、英略称：Moon Agreement）。1966年の「月その他の天体を含む宇宙空間の探査および利用における国家活動を律する原則に関する条約」を詳しく規定し、天体における天然資源の将来の探査および開発を規制する基礎を定めた条約と位置づけられる。1979年に採択され、1984年に発効した。後述するように、締約国の問題から死文化している。

## 主な内容
以下に月協定の主な内容を示す。なお、本条約中の「月」には、別途記述されていない限り、地球以外の太陽系の天体ならびにその軌道、天体までの飛行経路も含む（第1条）。

### 平和的利用
第3条で規定。月を平和的目的のみに利用することを宣言。月における脅迫・武力行使の禁止、大量破壊兵器の軌道投入・設置の禁止、軍事基地／施設の設置・兵器実験・軍事演習の禁止。

### 環境の維持
第7条で規定。月の環境の均衡を破壊するあらゆる手段を防止すること。また、地球外物質などによる地球への悪影響も防止すること。

### 領有の禁止
第11条で規定。月はいずれの国家の専有にもならない。月の表面や地下、天然資源は、いかなる国家・機関・団体・個人にも所有されない。
なお、月の天然資源が開発可能となったときは、その開発を律する国際的レジームを設立する。

## 採択・発効
- 1979年12月14日 第34会期国際連合総会にて採択
- 1984年7月11日 効力発生

## 締約国

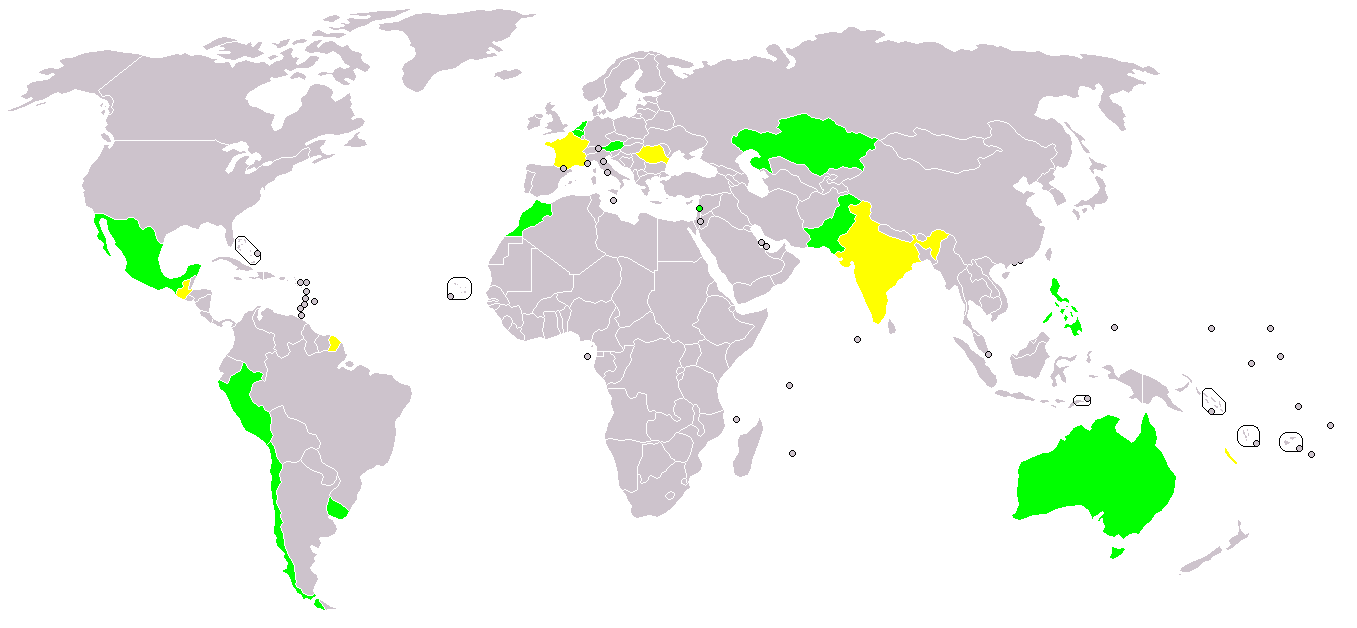
批准
署名のみ

以下は2012年12月12日時点の締約国である。

### 批准国
- オーストラリア
- オーストリア
- ベルギー
- チリ
- カザフスタン
- メキシコ
- モロッコ
- オランダ
- パキスタン
- ペルー
- フィリピン
- ウルグアイ
- レバノン

（計13ヵ国）

### 署名国
- フランス
- グアテマラ
- インド
- ルーマニア

（計4ヵ国）

## 問題点
- 発効から30年以上経過した2016年時点でも締約国が少なく、またほとんどの締約国は宇宙開発自体を行っていない[2]。さらに、実際に有人宇宙飛行を行っている国にいたっては1ヶ国も締約していない[2]。そのため、事実上、死文化している[2]。
- 宇宙移民を推進していたL5協会の一部活動家は、この条約は人類を地球に閉じ込めるものだと激しく反発し、アメリカ議会の採決を否決に追い込み、月協定に事実上の止めを刺した[3]。また、月や火星の土地の所有権を主張し、その販売を行っているルナエンバシー社は「月の資源が法律のために利用できないのは、公共の利益に反する」と月協定を批判している[4]。その後、月協定を否決したアメリカでは、個人や法人による資源の所有を認める2015年宇宙法（英語版）が成立した[5]。